# DR-Baureihe E 63
| DR / DB-Baureihe E 63 DB-Baureihe 163 | DR / DB-Baureihe E 63 DB-Baureihe 163  | DR / DB-Baureihe E 63 DB-Baureihe 163  |
| ------------------------------------- | -------------------------------------- | -------------------------------------- |
| Rangierlokomotive E 63 02             |                                        |                                        |
| Hersteller                            | AEG                                    | BBC                                    |
| Anzahl                                | 5                                      | 3                                      |
| Nummerierung                          | E 63 01–04, 08 163 001–004, 008        | E 63 05–07 163 005–007                 |
| Indienststellung                      | 1935, 1940                             | 1935                                   |
| Ausmusterung                          | 1976–1979                              | 1976–1979                              |
| Achsformel                            | C                                      | C                                      |
| Gesamtradstand                        | 4.500 mm                               | 4.500 mm                               |
| Dienstmasse                           | 53,1 t                                 | 51,4 t                                 |
| Achslast                              | 17,7 t                                 | 17,4 t                                 |
| Länge über Puffer                     | 10.200 mm                              | 10.200 mm                              |
| Höchstgeschwindigkeit                 | 45 km/h                                | 50 km/h                                |
| Stromsystem                           | 15 kV, 16 2/3 Hz                       | 15 kV, 16 2/3 Hz                       |
| Anzahl der Motoren                    | 1                                      | 1                                      |
| Antrieb                               | Schrägstangenantrieb Bauart Winterthur | Schrägstangenantrieb Bauart Winterthur |
| Stundenleistung                       | 725 kW / 985 PS                        | 710 kW / 965 PS                        |
| Leistungskennziffer                   | 13,65 kW/t                             | 13,8 kW/t                              |
| Dauerleistung                         | 667 kW / 907 PS                        | 650 kW / 884 PS                        |
| Anfahrzugkraft                        | 167 kN                                 | 118 kN                                 |
| Treibraddurchmesser                   | 1.250 mm                               | 1.250 mm                               |
| Kleinster befahrener Halbmesser       | 180 m                                  | 180 m                                  |

Als DR-Baureihe E 63 (ab 1968: Baureihe 163) wurde eine Serie elektrischer Rangierlokomotiven der Deutschen Reichsbahn-Gesellschaft (DRG) bezeichnet. Sie waren einige der wenigen elektrischen Lokomotiven in Deutschland, die ausschließlich für den Verschub beschafft wurden.

## Geschichte
Mitte der 1930er Jahre bestand durch die fortschreitende Elektrifizierung weiterer Bedarf an elektrischen Rangierlokomotiven in Süddeutschland. Die Deutsche Reichsbahn wollte jedoch keine weiteren Maschinen der Baureihe E 60 mehr beschaffen, die damaligen Fortschritte im Bau von Elektrolokomotiven sollten den Bau einer laufachslosen Rangierlok erlauben. Außerdem sollten in Anbetracht der geringen Stückzahl wie schon bei der E 60 möglichst viele vorhandene und erprobte Komponenten verwendet werden. Dazu lagen mehrere Entwürfe vor. Die Reichsbahn bestellte zunächst bei AEG vier und bei Krauss-Maffei/BBC drei Maschinen. Ganz sicher hat bei der Bestellung auch die SBB Ee 3/3 mit Pate gestanden, die schon seit 1927 ihre Gebrauchstauglichkeit unter Beweis stellen konnte.
So entstanden bei gleichen Abmessungen zwei auch äußerlich recht verschiedene Fahrzeugtypen. Beide Angebote nutzten ein leicht gekürztes und wenig modifiziertes Fahrgestell der E 60 mit drei stangengekuppelten Achsen und Blindwelle mit Schrägstangenantrieb Bauart Winterthur ohne Laufachse, genauso, wie auch die SBB Ee 3/3 ausgerüstet war. Die beiden Lokomotivlieferungen unterschieden sich in Fahrmotoren, dem Antrieb des Nockenschaltwerkes und anderer elektrischer Ausrüstungsteile. Demzufolge war auch der Kastenaufbau der Lokomotiven etwas unterschiedlich gestaltet.

### E 63 01 bis 04 und 08
AEG lieferte 1935 vier Maschinen unter Verwendung von Motoren der E 18. Das Getriebe wurde für geringere Geschwindigkeiten und höhere Zugkräfte ausgelegt. Der Aufbau bestand aus einem langen, flachen und relativ niedrigen Vorbau vorne, dem Führerstand über den beiden hinteren Achsen mit einem langen Dachschirm und einem kurzen, flachen und ebenso niedrigen hinteren Vorbau. Zwei Lokomotiven wurden in Stuttgart und zwei in München stationiert. Im Zusammenhang mit der Elektrifizierung der Strecke Nürnberg–Leipzig–Berlin waren weitere Bestellungen geplant, bedingt durch den Beginn des Krieges wurde aber nur noch E 63 08 ausgeliefert. Mit ihr endete 1940 die Beschaffung elektrischer Rangierlokomotiven in Deutschland bis heute.

### E 63 05 bis 07
Die Arbeitsgemeinschaft Krauss-Maffei/BBC lieferte 1935 drei Maschinen unter Verwendung von Motoren der E 161. Auch hier wurde das Getriebe für geringere Geschwindigkeiten und höhere Zugkräfte ausgelegt. Der Aufbau bestand aus einem langen, abgeschrägten und relativ hohen Vorbau vorne, dem Führerstand über den beiden hinteren Achsen, ebenfalls mit langem Dachschirm, und einem kurzen, abgeschrägten und ebenso hohen hinteren Vorbau. Die drei Lokomotiven wurden in München stationiert.

### Deutsche Bundesbahn
Alle acht Lokomotiven überstanden die Kriegsereignisse mit geringen Schäden, wurden repariert und wieder in Betrieb gesetzt. Außerdem erhielten die Lokomotiven einen chromoxidgrünen Anstrich, bisher waren sie blaugrau. Die E 63 04 und 08 befanden sich in Bludenz/Österreich, kamen jedoch im Tausch gegen altösterreichische Lokomotiven zurück nach Deutschland. Die E 63 04 und 08 kamen nach Augsburg. Ab 1952 wurde die E 63 07 in Garmisch-Partenkirchen stationiert. Im Tausch gegen die E 60 05 ging die E 63 07 zurück nach München. 1959 kamen die E 63 05 bis 07 nach Augsburg und die E 63 04 und E 63 08 nach Stuttgart Hbf, so dass alle AEG-Maschinen nun in Stuttgart versammelt waren; die BBC-Maschinen blieben in Augsburg. Bei der 1960/61 durchgeführten Grundüberholung wurden die Loks mit Rangierübergängen über beiden Pufferbohlen versehen, es gab zusätzliche Fenster im Führerhaus, alle Fenster wurden in Gummi eingefasst, und der Anstrich wurde in Purpurrot statt des bisherigen Grün ausgeführt. Außerdem wurde das dritte Spitzenlicht nicht mehr am Führerhaus, sondern am Vorbau angebracht. Im Jahre 1968 wurden die E 63 in Baureihe 163 umgezeichnet; zu dieser Zeit waren noch alle Maschinen im Einsatz. 1977 kam die 163 002 nach Augsburg zur Unterstützung der 163 005, da zu diesem Zeitpunkt alle anderen E 63 ihren Dienst quittieren mussten. 1978, nach Fristablauf der 163 005 kam die 163 002 noch nach Garmisch-Partenkirchen, wo die Lok 1979 als letzte dieser Gattung ausgemustert wurde.

### Verbleib

163 008 abgestellt im Bw Garmisch-Partenkirchen

Vier Maschinen der Baureihe E 63 sind erhalten geblieben (Stand 2024):

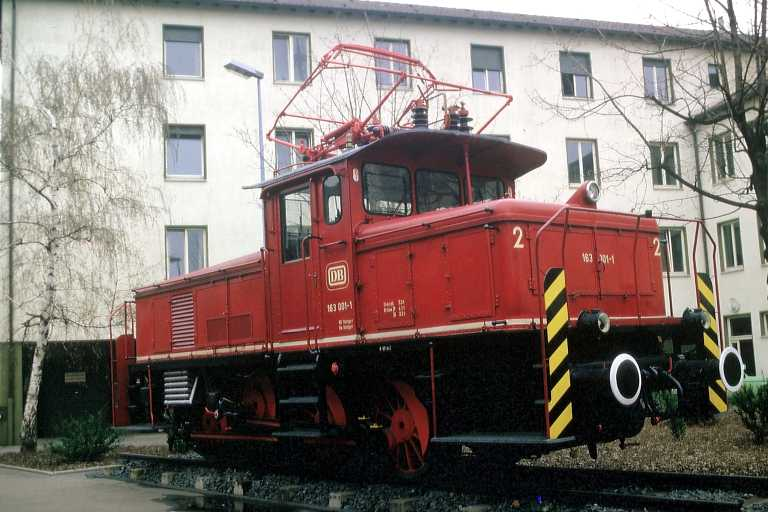
DB 163 001 im Bw Stuttgart

- E 63 01 als Denkmal aufgestellt auf dem Gelände des Betriebshof Stuttgart-Rosenstein, Eigentümer DB AG;
- E 63 02 kam nach der Ausmusterung 1979 in eine private Sammlung in Erlangen-Kriegenbrunn (siehe Foto). Seit 2010 befindet sie sich im Bayerischen Eisenbahnmuseum in Nördlingen und wurde dort 2013 betriebsfähig hergerichtet;
- E 63 05 befindet sich seit 2005 im Bahnpark Augsburg, nachdem sie vorher an verschiedenen Standorten in München und Garmisch-Partenkirchen aufgestellt war. Eigentümer ist das DB Museum Nürnberg;
- E 63 08 stand nach verschiedenen Standorten in München, Garmisch-Partenkirchen und Augsburg seit 2007 im Süddeutschen Eisenbahnmuseum Heilbronn. Seit 2023 befindet sie sich in der Eisenbahn-Erlebniswelt Horb. Eigentümer ist das DB Museum.

## Technische Beschreibung
Die Ausführung der drei gekuppelten Achsen ist noch sehr der E 60 und somit einer halben E 91 entnommen; die erste und dritte Achse ist fest im Rahmen gelagert und die zweite hat ein seitliches Spiel von ±25 mm. Mit dieser Anordnung konnte die Lokomotive Gleisbögen von 180 m sicher befahren.
Der Rahmen war ein Plattenrahmen mit einer Stärke der Rahmenwangen von 25 mm ausgebildet. Versteift wurden sie durch die beiden Pufferbohlen, Querversteifungen und das als Gußstück ausgebildete Lager der Blindwelle. Die Lokomotiven von AEG besaßen ein Ballast mit einem Gewicht von 1,2 t. Die Lokomotiven besaßen als Gemeinsamkeiten ein geräumiges Führerhaus und vorne einen langen sowie hinten einen kurzen Vorbau aus blechverkleideten Formstahlgerippe. Bei den Lokomotiven von AEG waren die Vorbauten jeweils flacher als bei den BBC-Lokomotiven ausgebildet.
Der Schrägstangenantrieb Bauart Winterthur war für die starken Belastungen im Rangierdienst besonders stark ausgeführt, besonders die Lager. Das Übersetzungsverhältnis war auf Grund der unterschiedlichen Fahrmotoren unterschiedlich hergerichtet worden.
Jeweils unter dem vorderen Vorbau befand sich der tief gelagerte ölgekühlte Haupttransformator. Er besaß auf der Sekundärseite 14 Anzapfungen bei den Lokomotiven von AEG, 13 bei denen von BBC. Als Fahrmotor besaßen die Lokomotiven von AEG ein Fahrmotor der E 18, die Lokomotiven von BBC einen der E 16. Beides waren Einphasen-Reihenschlussmotoren mit Erreger-, Kompensations- und Wendepolwicklung. Die unterschiedlichen Motoren bedingten auch eine unterschiedliche Steuerung. Die Lokomotiven von AEG besaßen ein Nockenschaltwerk, das durch umsteuerbare Wechselstrommotoren betätigt wurde. Am Fahrschalter im Führerstand waren die Stellungen Auf, Fahrt, Ab und Null, ähnlich wie bei der E 18 vorhanden, es gab insgesamt 14 Dauerfahrstufen. Die Lokomotiven von BBC besaßen ebenso ein Nockenschaltwerk, aber eines durch einen Drehmagnet mit 13 Dauerfahrstufen.
Die Lokomotiven hatten bei Auslieferung einen Stromabnehmer SBS 11 mit zwei Wippen, die nach 1945 durch solche der Bauart SBS 10 und SBS 39 ersetzt wurden.